# Венгерская иллюстрированная хроника

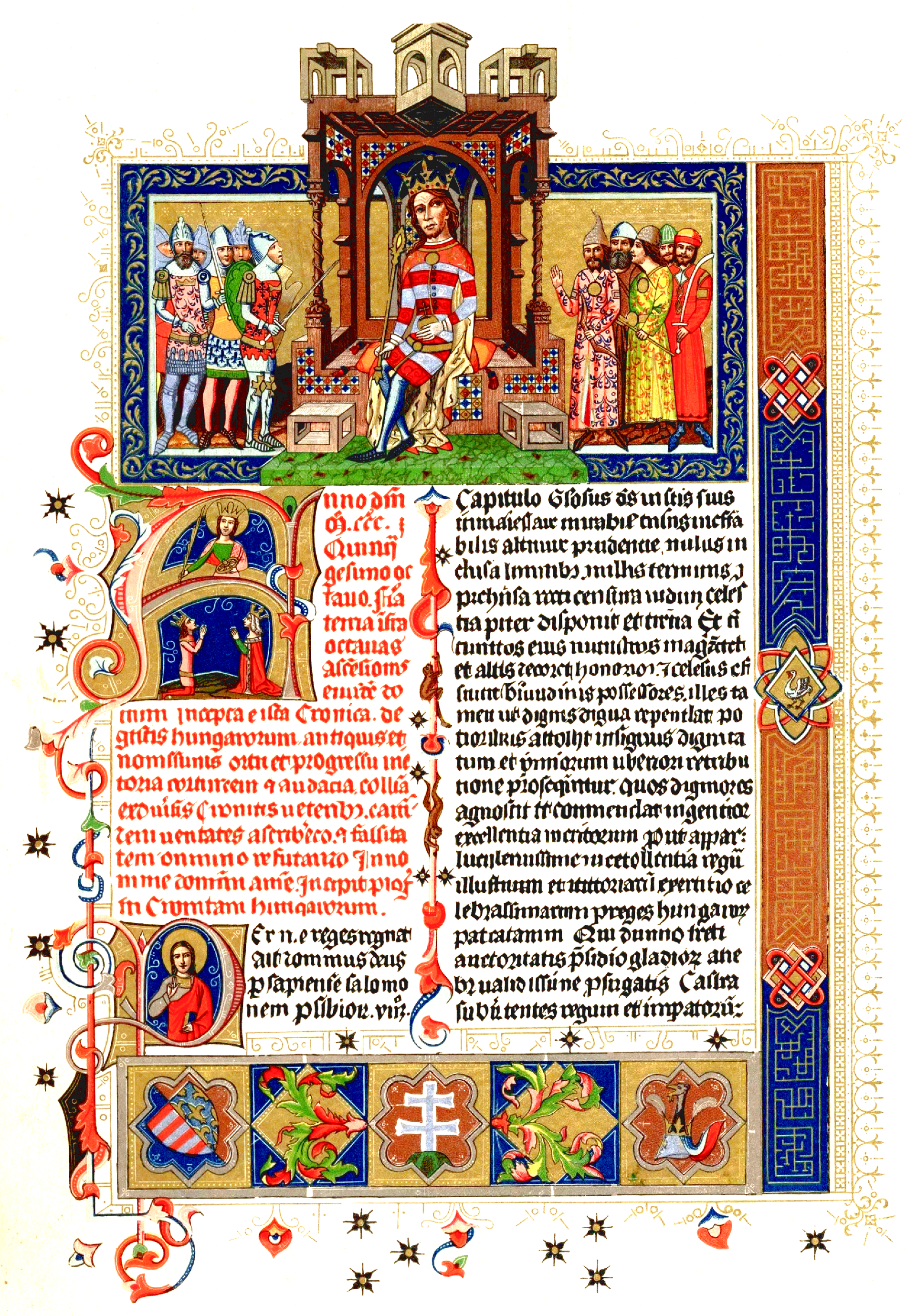
Первая страница Chronicon Pictum

Венгерская иллюстрированная хроника (в переводе с латыни — иллюстрированная хроника, венг. Képes Krónika также называется: Chronica Hungarorum, Chronicon (Hungariae) Pictum, Chronica Picta or Chronica de Gestis Hungarorum) — средневековая иллюстрированная хроника Королевства Венгрии второй половины XIV века.
Выполнена в художественном стиле времен Людовика I Великого.

## История летописи
Работа над хроникой, которая предназначалась для венгерского короля Лайоша (Людовика) I Великого, была начата придворным капелланом Лайоша Мартином Кальти (Márk Kálti) в 1358 году, но до конца не была доведена: текст обрывается на полуслове при описании событий 1333 года. Хроника сохранилась в виде «Лицевой (то есть иллюстрированной) хроники» (Bibl. nat. Budapest, Clmae 404) или «Венской иллюстрированной хроники» («Chronicon pictum») (древняя копия хроник (1370 г.) содержит 136 миниатюр) и список «Будской хроники» («Chronicon Budense») (пять списков XV в.).
Летопись была подарена Джордже Бранковичу в 1456 году, где была скопирована и потом потеряна, проведя некоторое время в турецких владениях.
В первой половине XVII века Летописи оказались в Королевском архиве в Вене, поэтому она также упоминается как «Венская иллюстрированная Хроника».
В настоящее время рукопись хранится в Национальной библиотеке в Будапеште (Országos Széchényi Könyvtár, Будапешт).

## Иллюстрации
147 иллюстраций хроники являются отличным источником информации о средневековой венгерской истории культуры, костюма, оружия и придворной жизни в XIV веке. Многие миниатюры внутри этой летописи расписаны золотом. Художественная ценность миниатюр достаточно высока, если сравнивать с ними аналогичные миниатюры из других частей Западной Европы того же периода. Персонажи прорисованы подробно, со знанием анатомии. Даже глаза людей расписаны так, что их можно рассматривать даже через микроскоп.
В миниатюрах использована средневековая символика. Текст написан на латыни без ошибок и с высоким качеством.

## Галерея

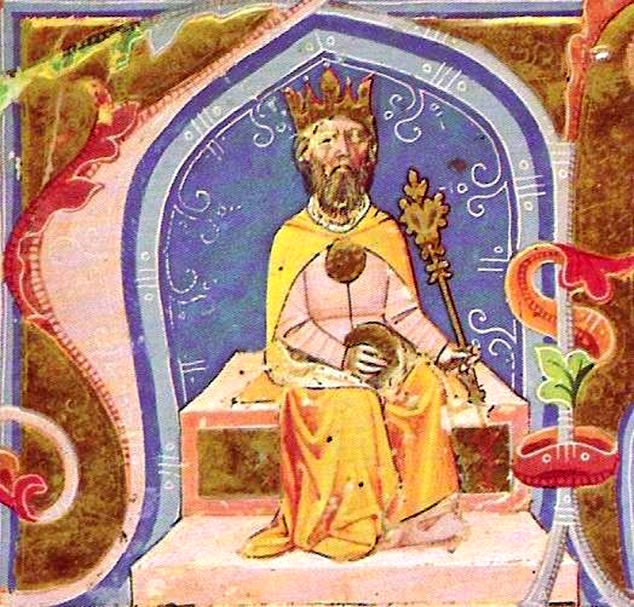
Аттила
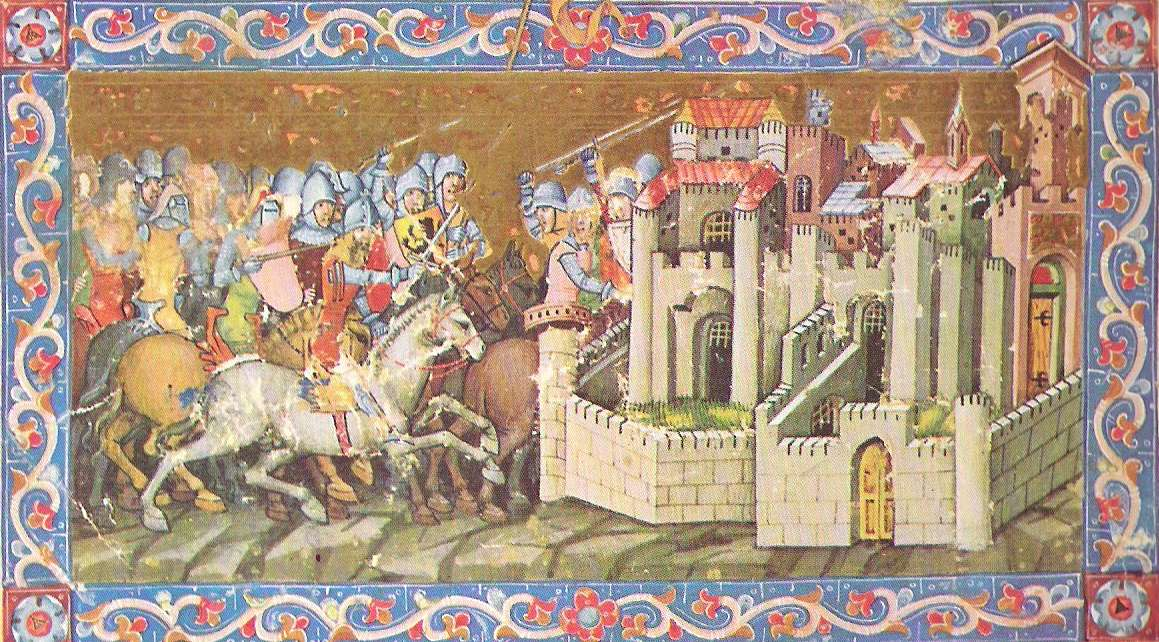
Гунны осаждают Аквилею
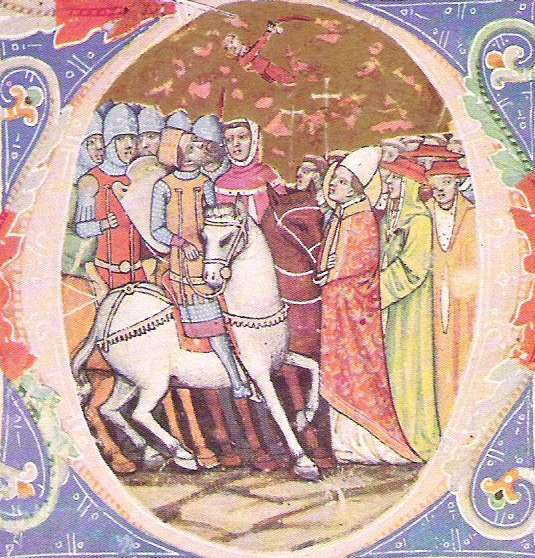
Аттила встречает папу Льва I
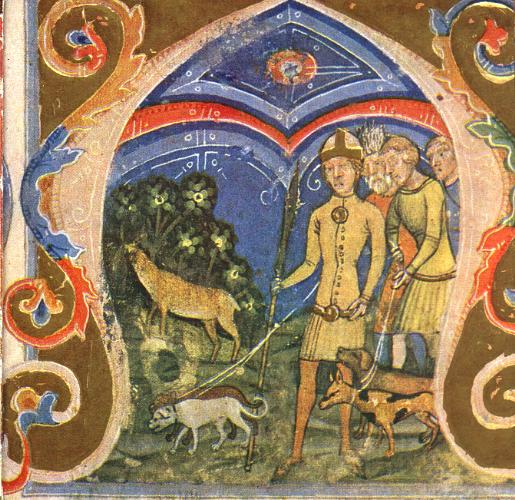
Охота на белого оленя
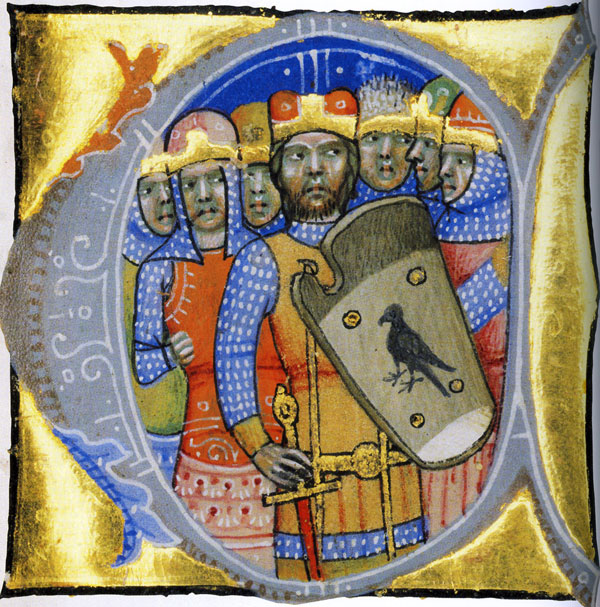
Семь вождей
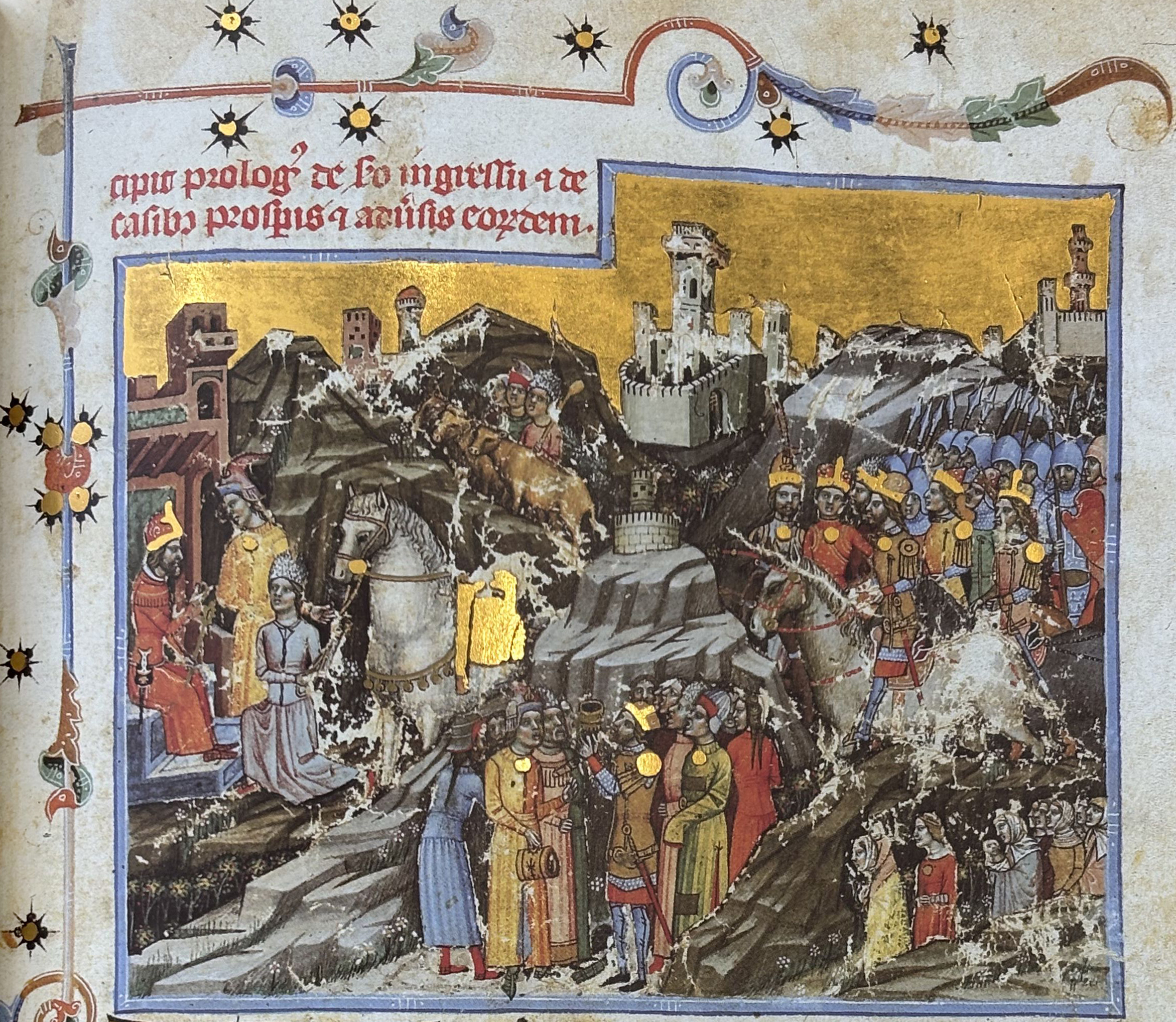
Венгерское завоевание Паннонской равнины
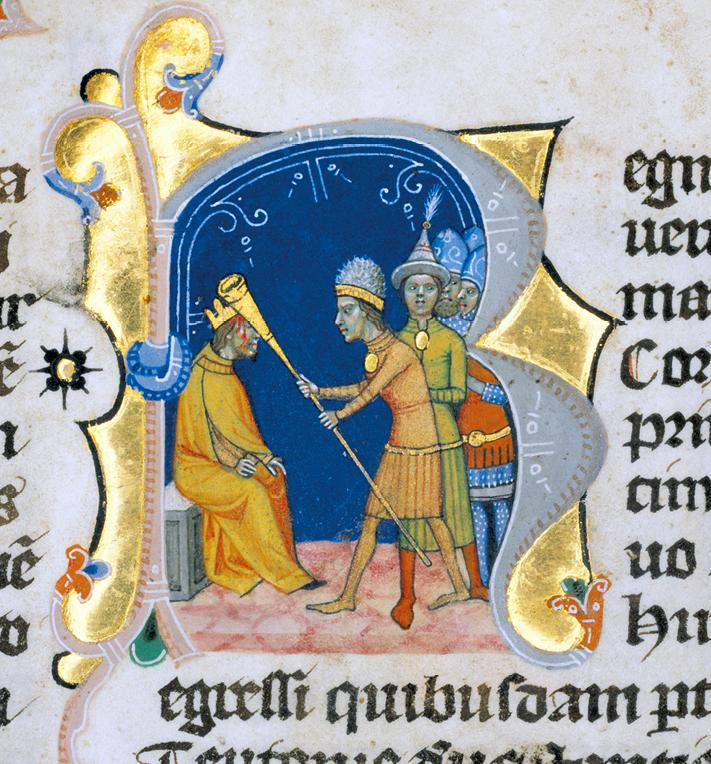
Леле и его рог
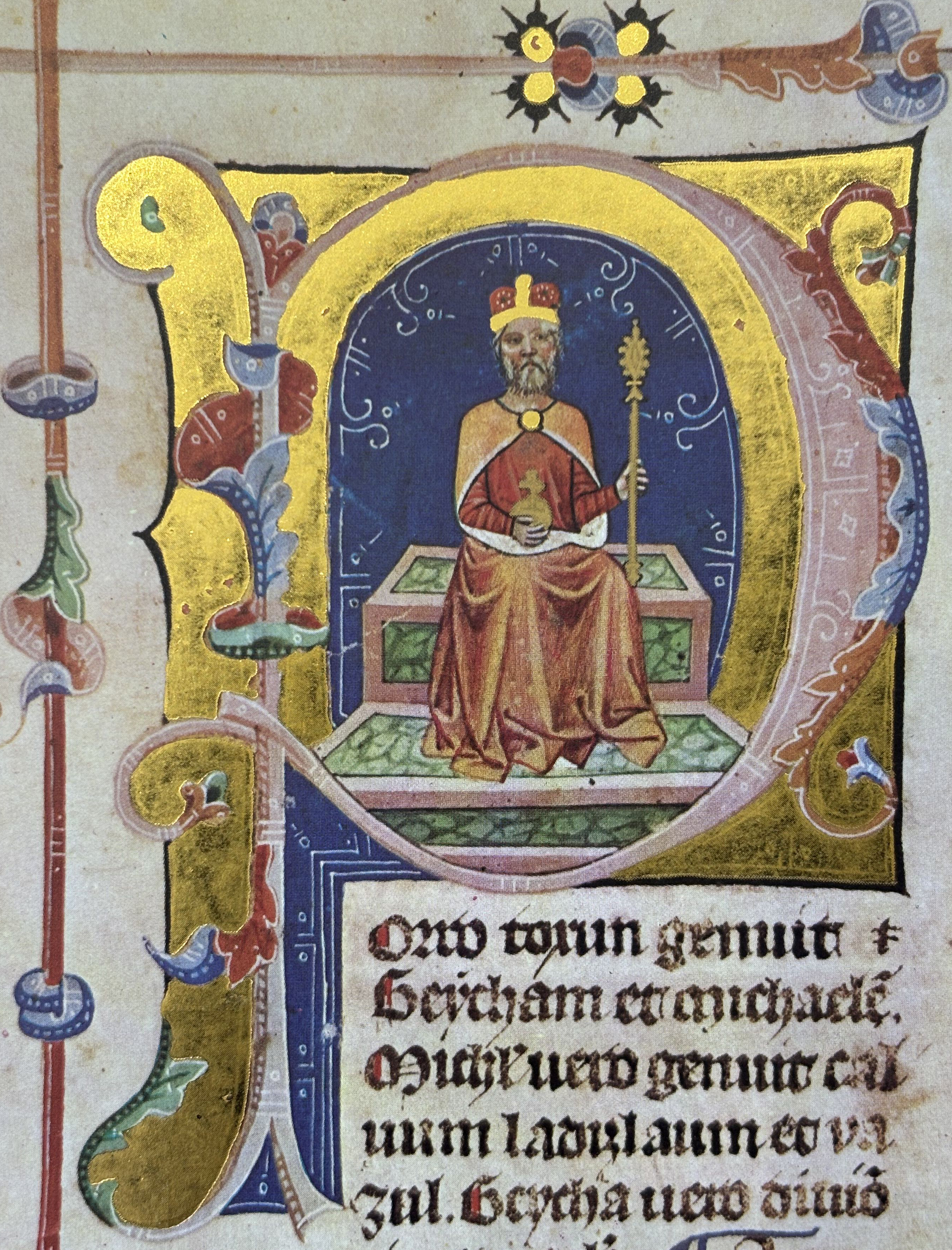
Великий князь Геза
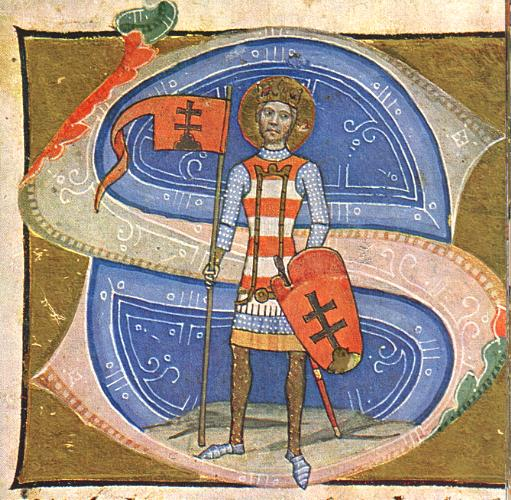
Король Иштван I Святой
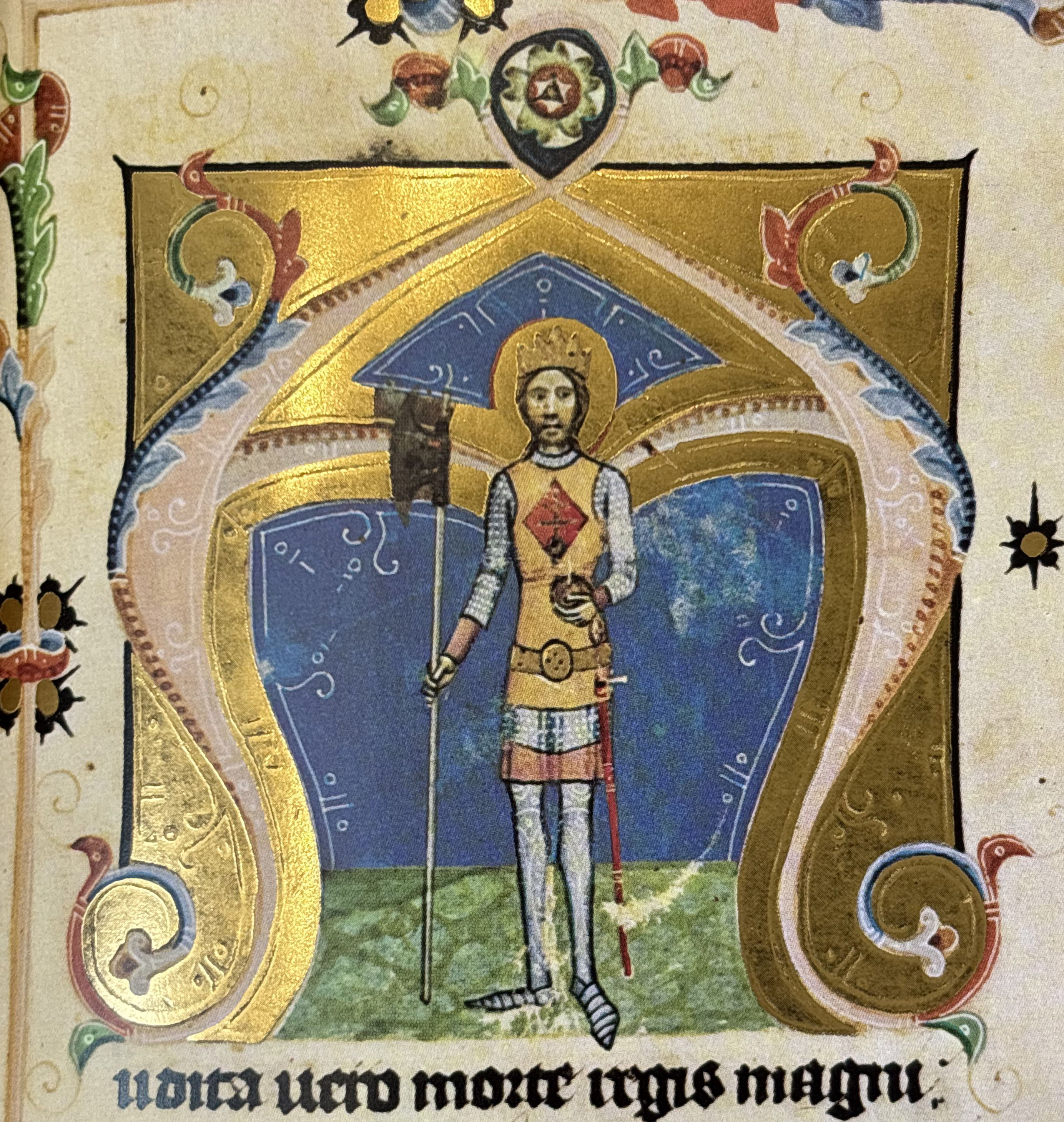
Король Ласло I Святой
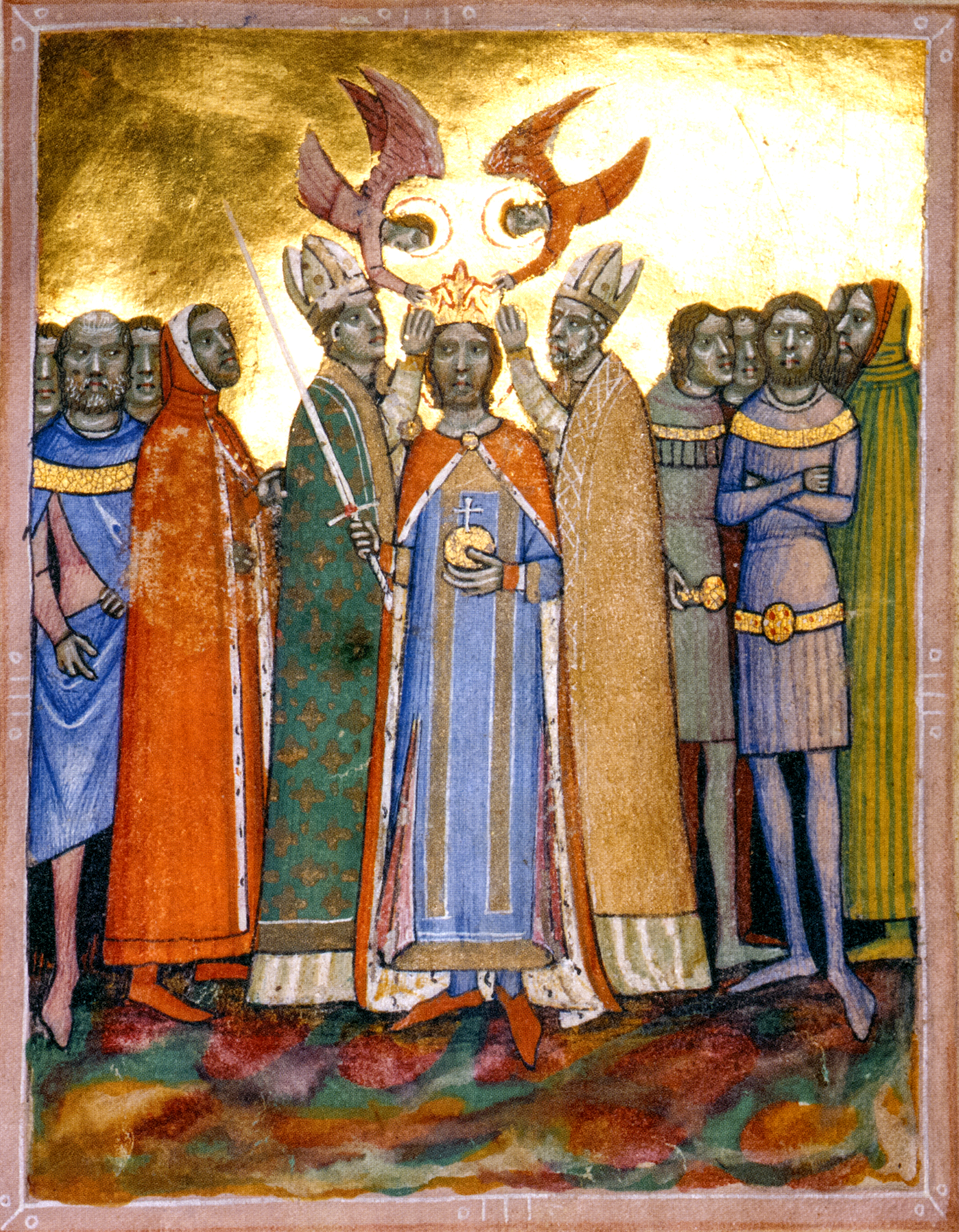
Коронация Ласло I
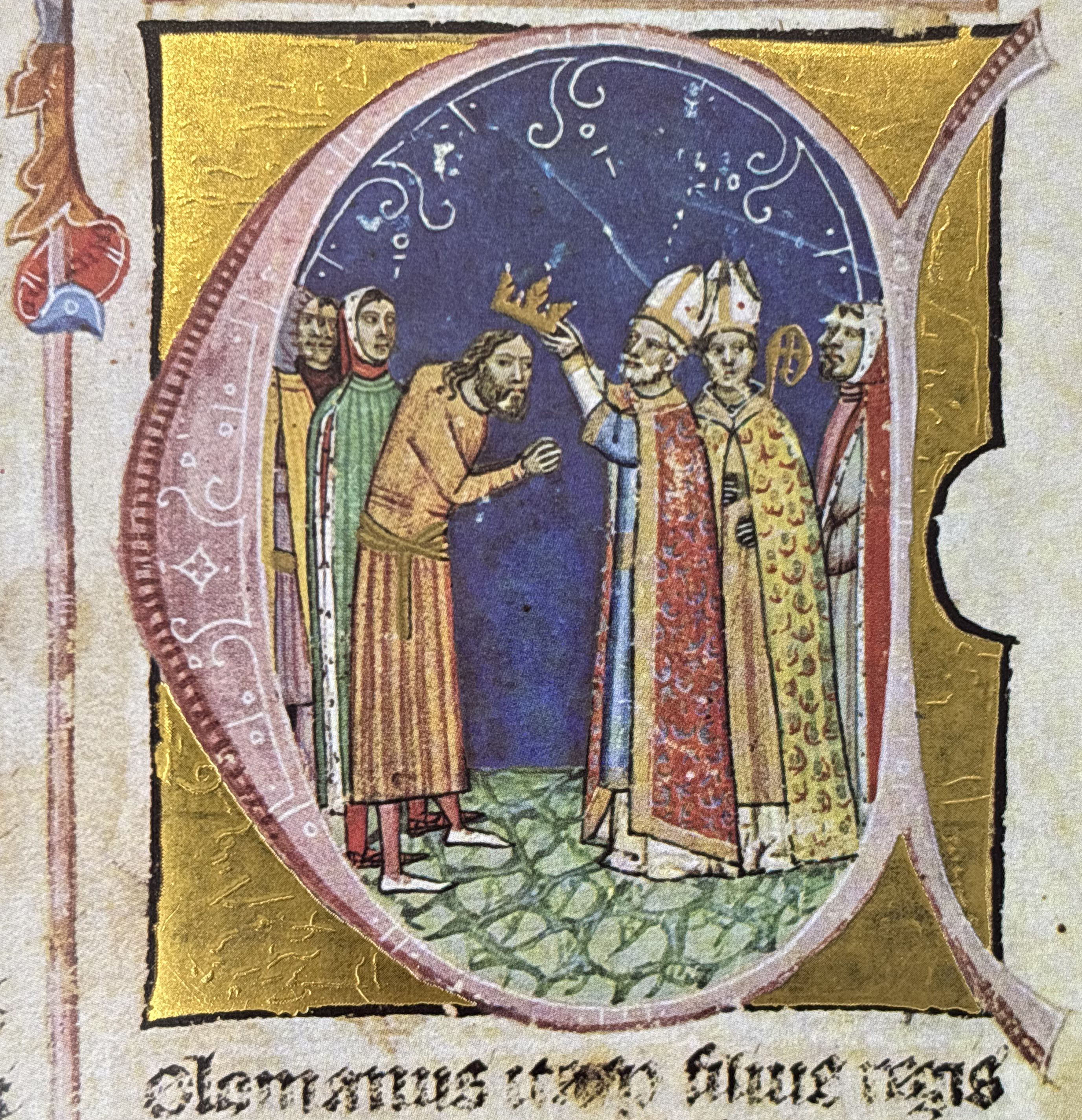
Король Кальман I Книжник
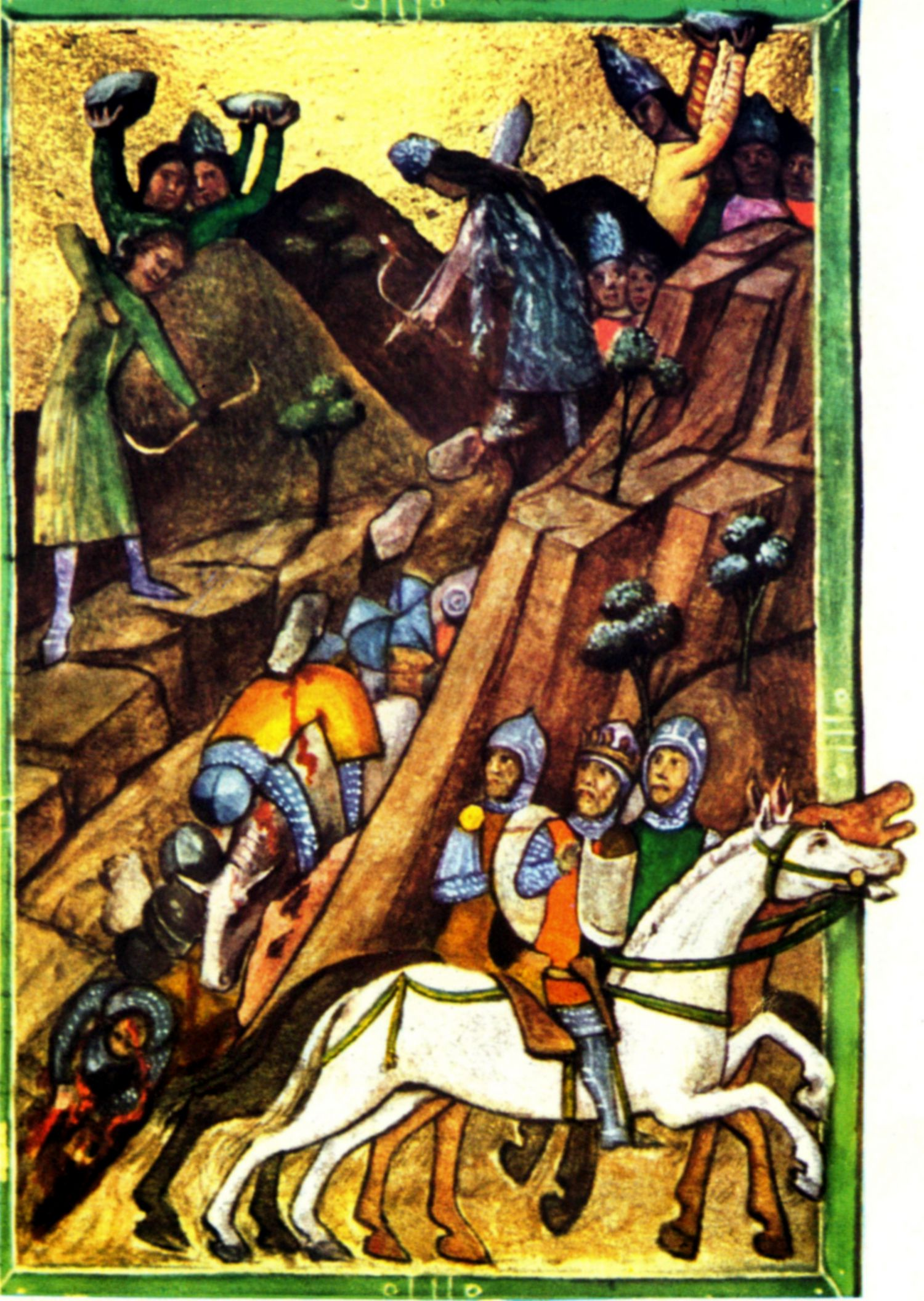
Битва при Посаде
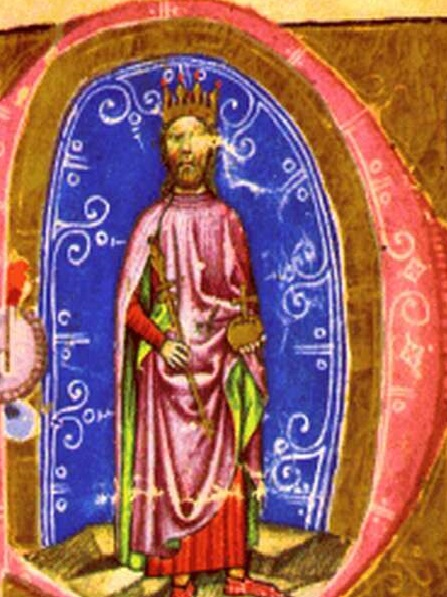
Король Бела IV